# Consorzio nazionale recupero e riciclo degli imballaggi a base cellulosica
Il Consorzio nazionale recupero e riciclo degli imballaggi a base cellulosica, abbreviato Comieco, è il consorzio nazionale italiano che si occupa del riciclo e del recupero degli imballaggi a base cellulosica e raggruppa cartiere, produttori, trasformatori e importatori di carta e cartone per imballaggio. È stato istituito nel 1985 come ente privato e dal 1997 è diventato consorzio nazionale per il riciclo di questo tipo di materiale, in ottemperanza del d.lgs. 22/97, successivamente d.lgs. 152/06. Fa parte del sistema Conai.